# Gougui Ehl Zemal
Gougui Ehl Zemal este o comună din departamentul Kobenni, Regiunea Hodh El Gharbi, Mauritania, cu o populație de 8.978 locuitori.